# Cantón de Amilly
El cantón de Amilly era una división administrativa francesa, que estaba situada en el departamento de Loiret y la región de Centro-Valle de Loira.

## Composición
El cantón estaba formado por nueve comunas:
- Amilly
- Chevillon-sur-Huillard
- Conflans-sur-Loing
- Lombreuil
- Mormant-sur-Vernisson
- Saint-Maurice-sur-Fessard
- Solterre
- Villemandeur
- Vimory

## Supresión del cantón de Amilly
En aplicación del Decreto n.º 2014-244 de 25 de febrero de 2014, el cantón de Amilly fue suprimido el 22 de marzo de 2015 y sus 9 comunas pasaron a formar parte; siete del nuevo cantón de Montargis y dos del nuevo cantón de Châlette-sur-Loing.